# Călata, Cluj
Călata este un sat în comuna Călățele din județul Cluj, Transilvania, România.
Atestata ca localitate in anul 1256 (Documente privind istoria Romaniei .Veacul al XIII-LEA C,Vol.11.pag 16-18).
Numele asezarii, dupa parerea lui N Draganu, este de origine slava Kalota, datand din perioada trecerii slavilor pe teritoriul patriei noastre ceea ce face plauzibila existenta asezarii cel putin inainte de sec VI.

## Personalități
- Alexandru Roșca (1906-1996), psiholog, unul dintre părinții școlii clujene de psihologie, membru titular al Academiei RomâneRosca Teodor,participant in garzile nationale romane
- Baras Petru ,participant in garzile nationale romane

## Imagini

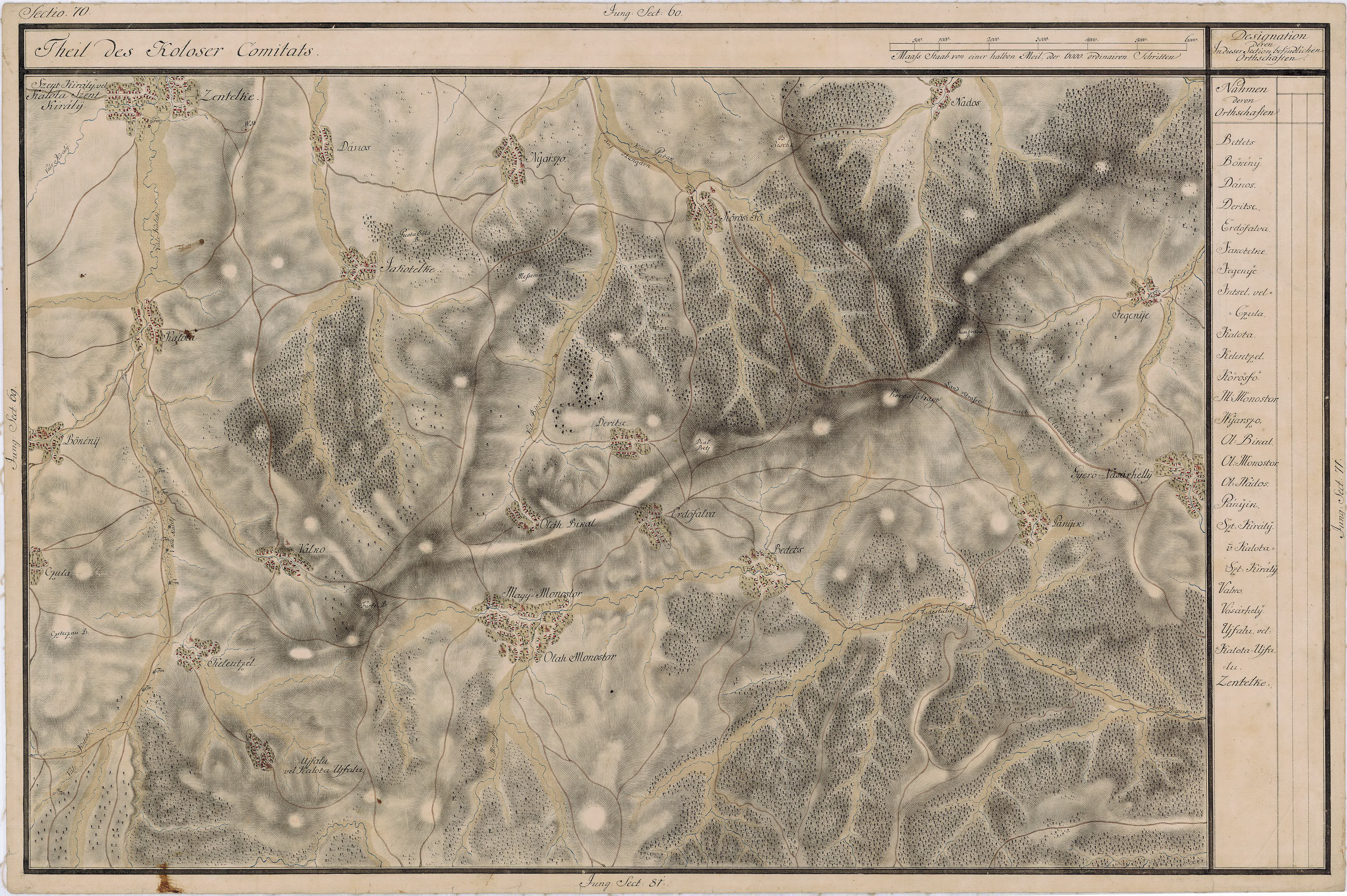
Călata pe Harta Iosefină a Transilvaniei, 1769-1773
Comuna Călăţele și satele componente
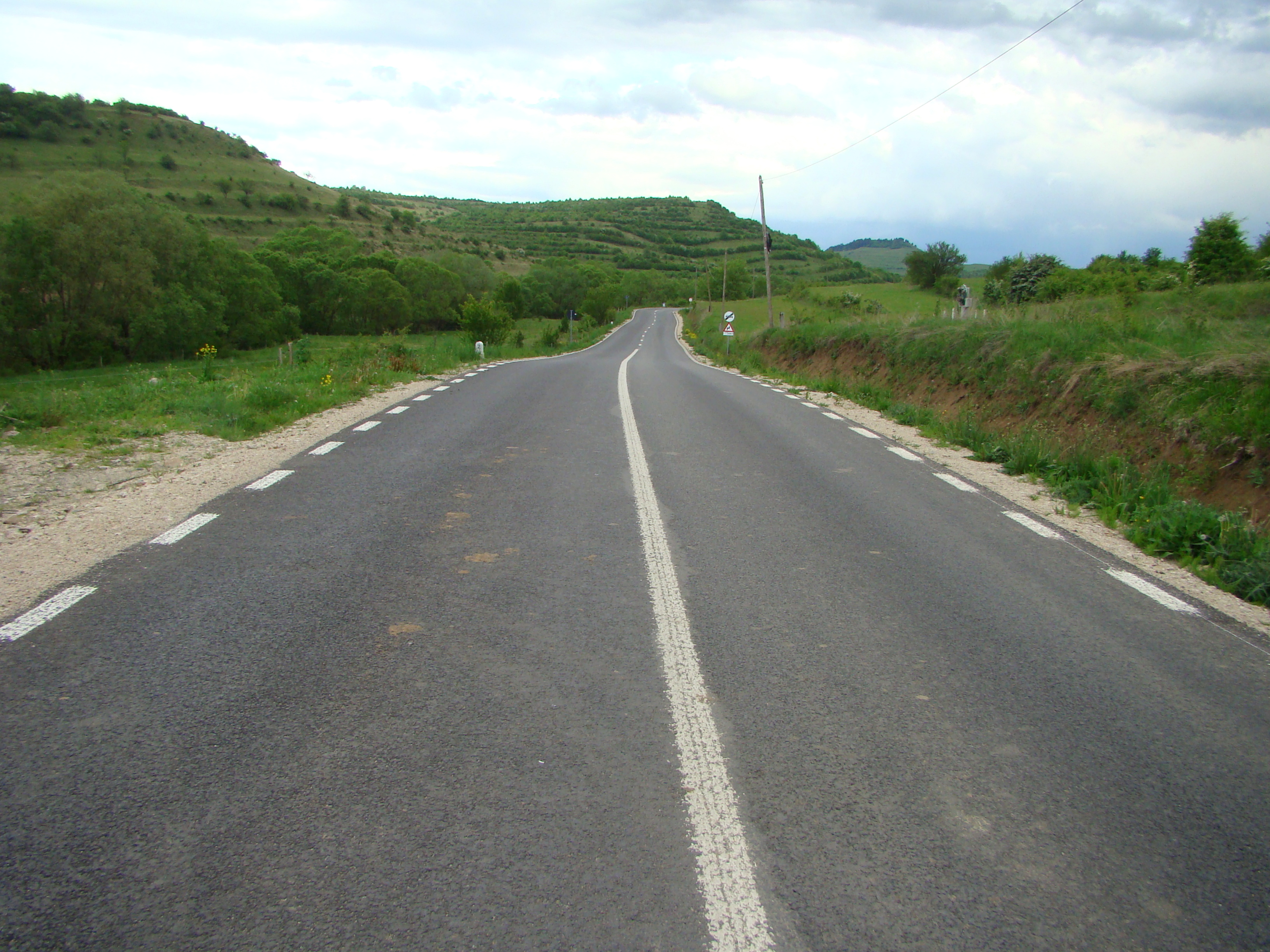
DJ 108C Mănăstireni – Călata – Mărgău
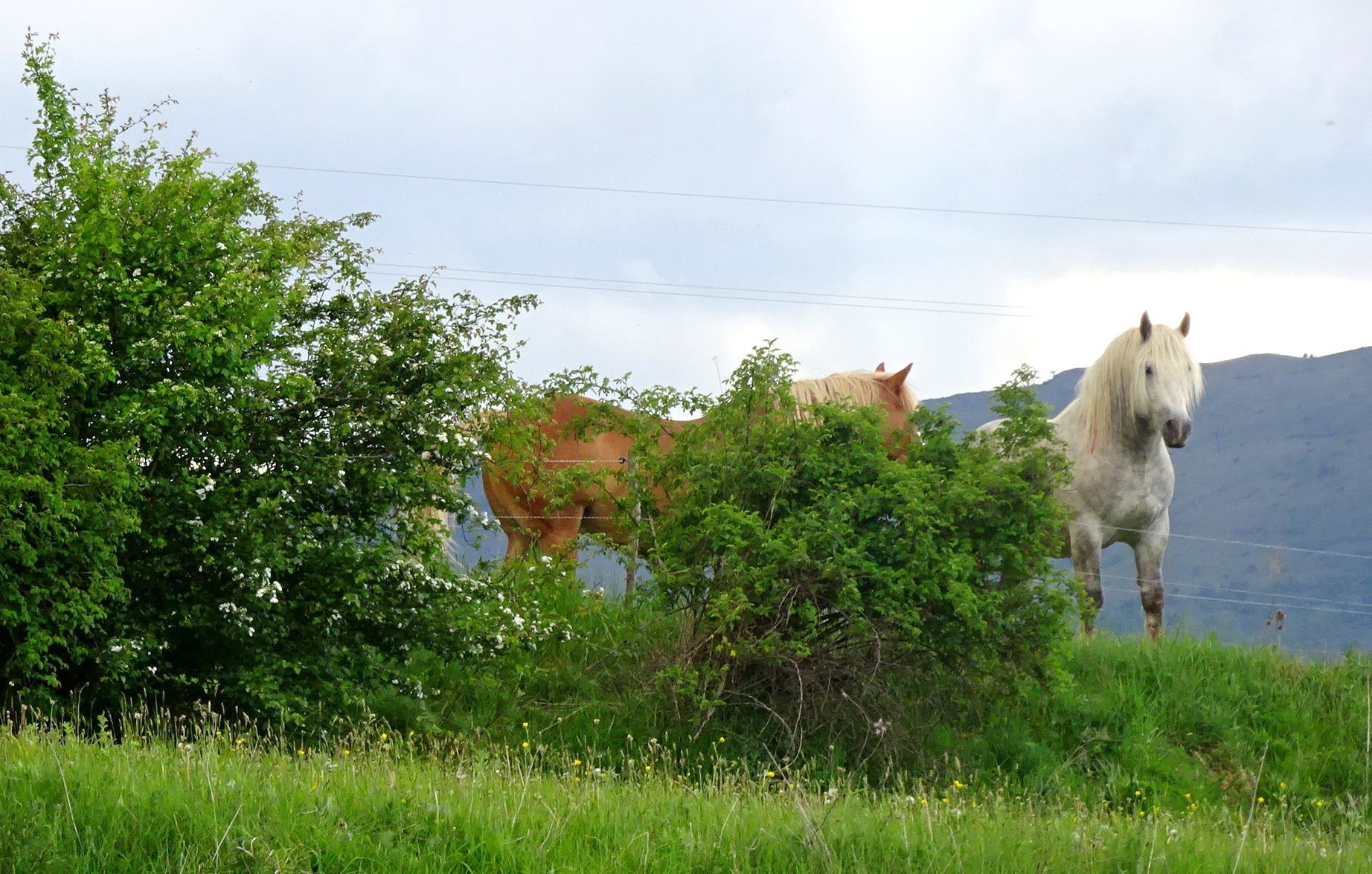
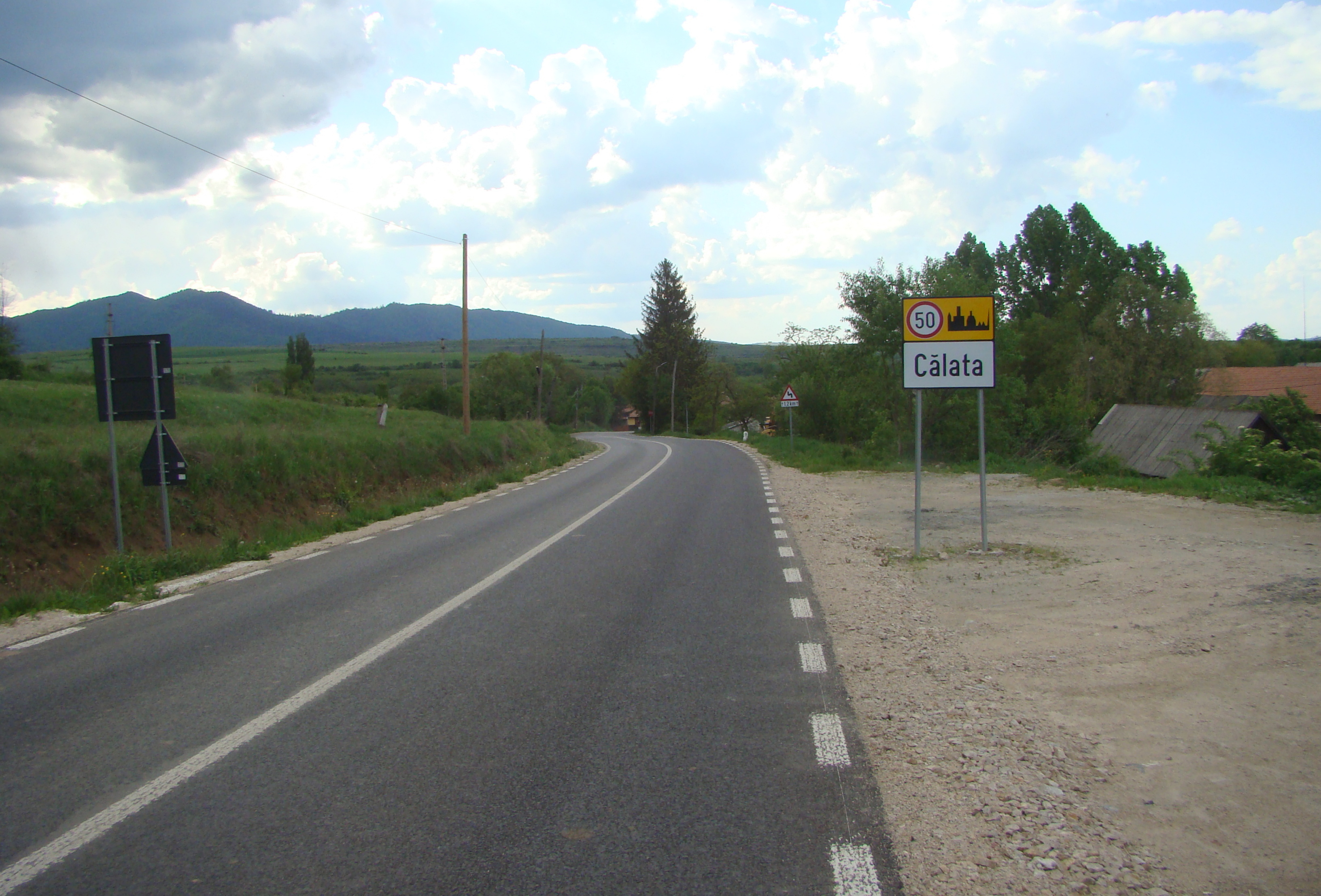
Intrarea în localitate
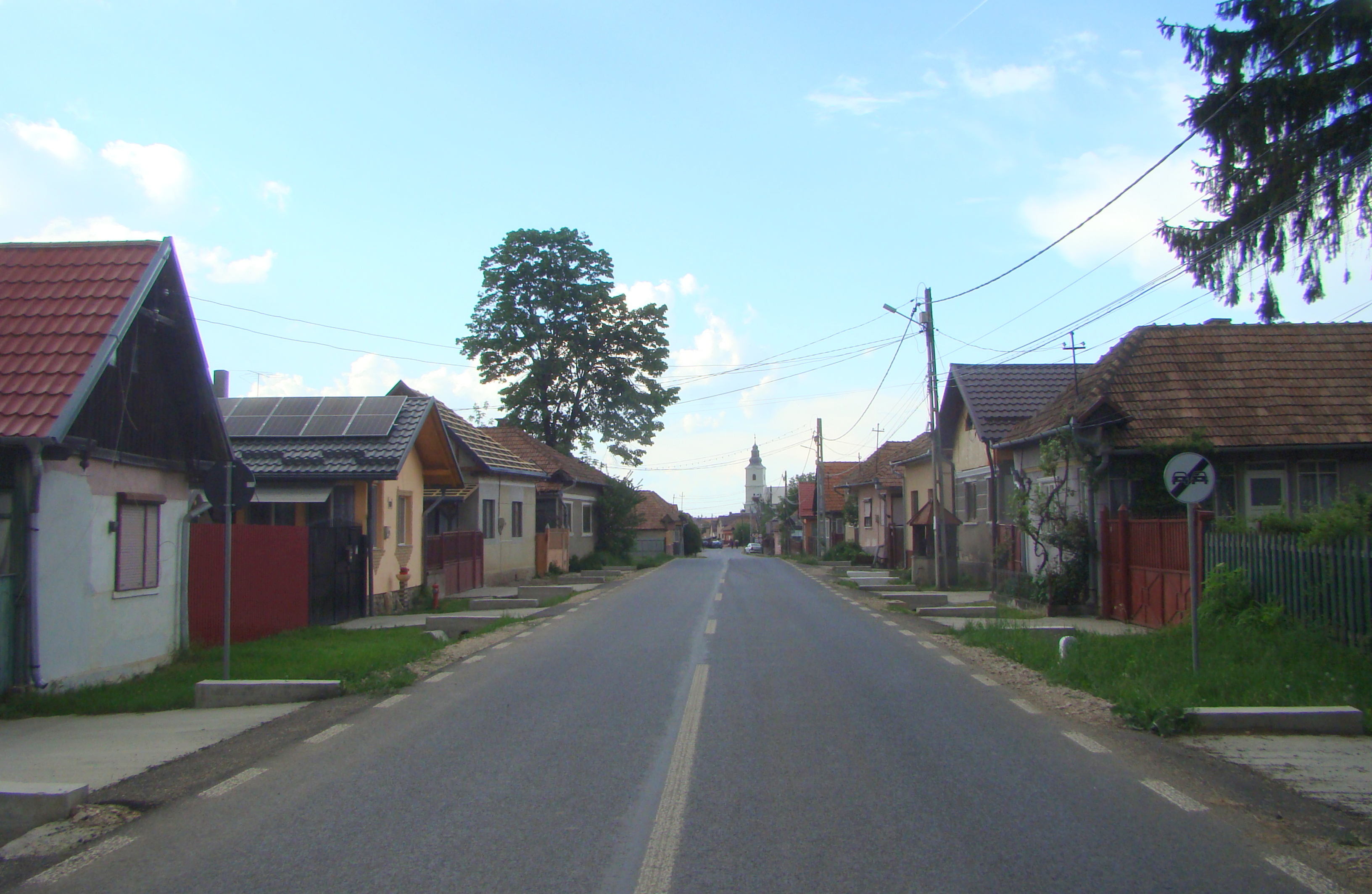
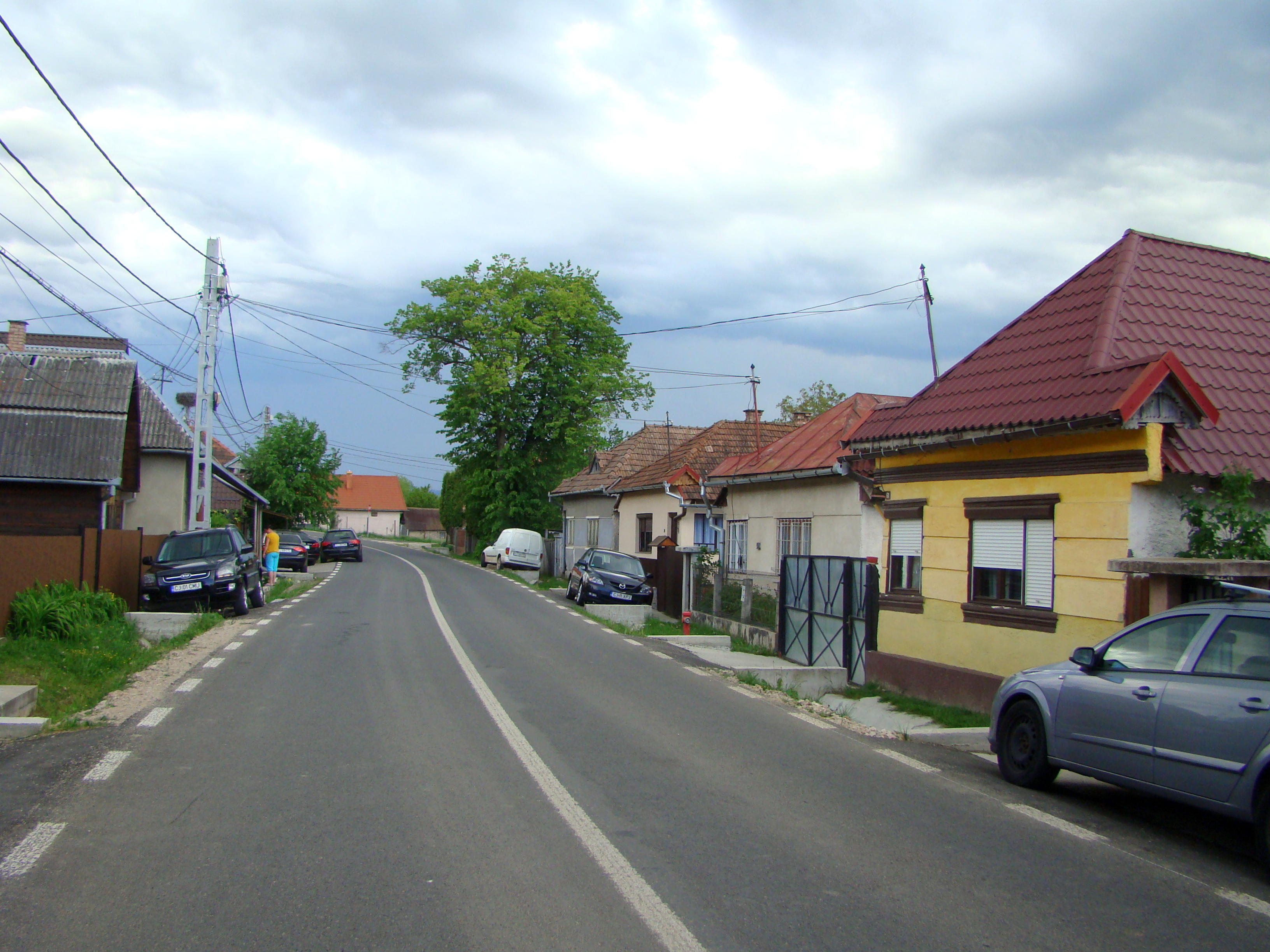
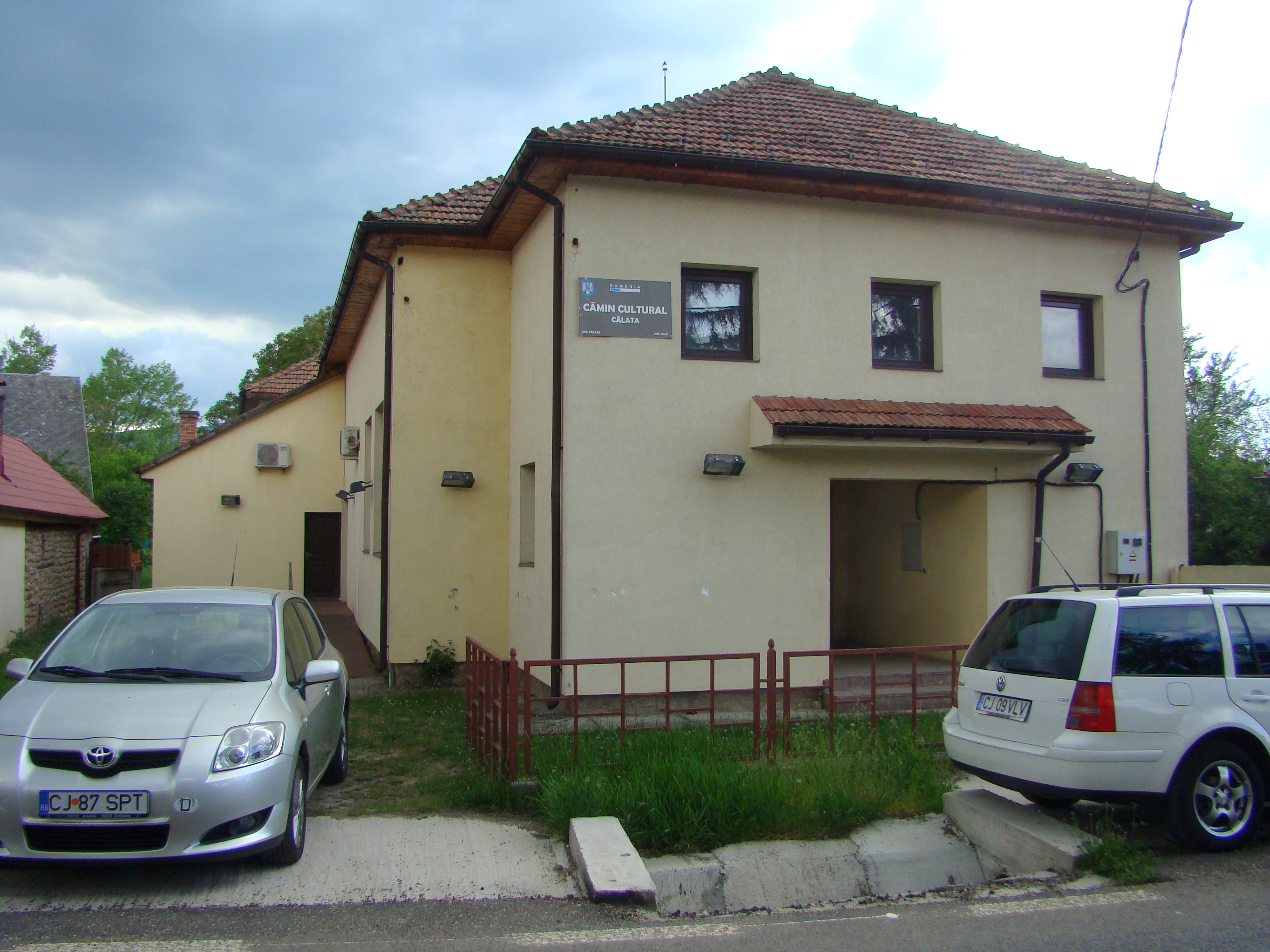
Căminul cultural
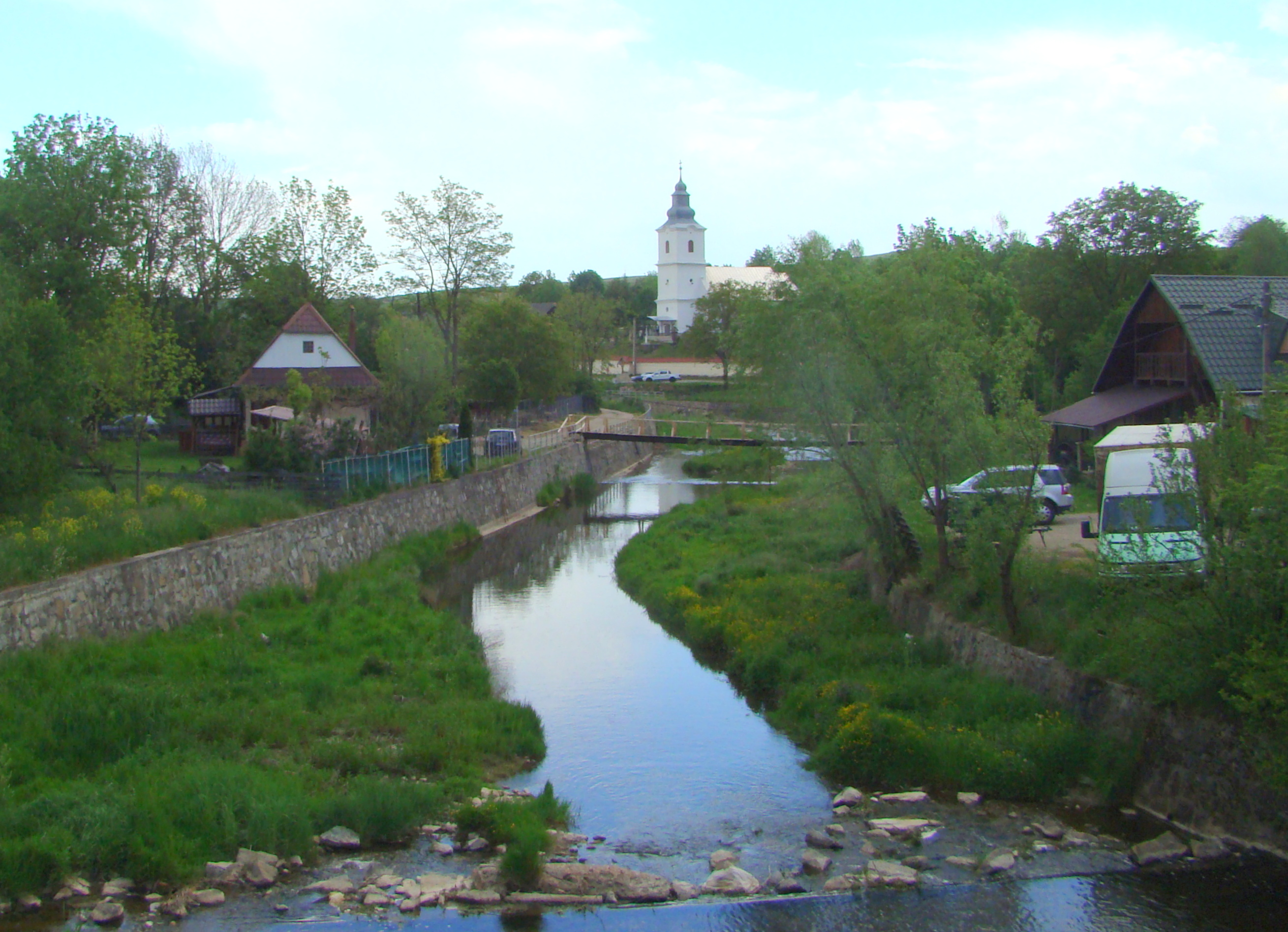
Râul Călata
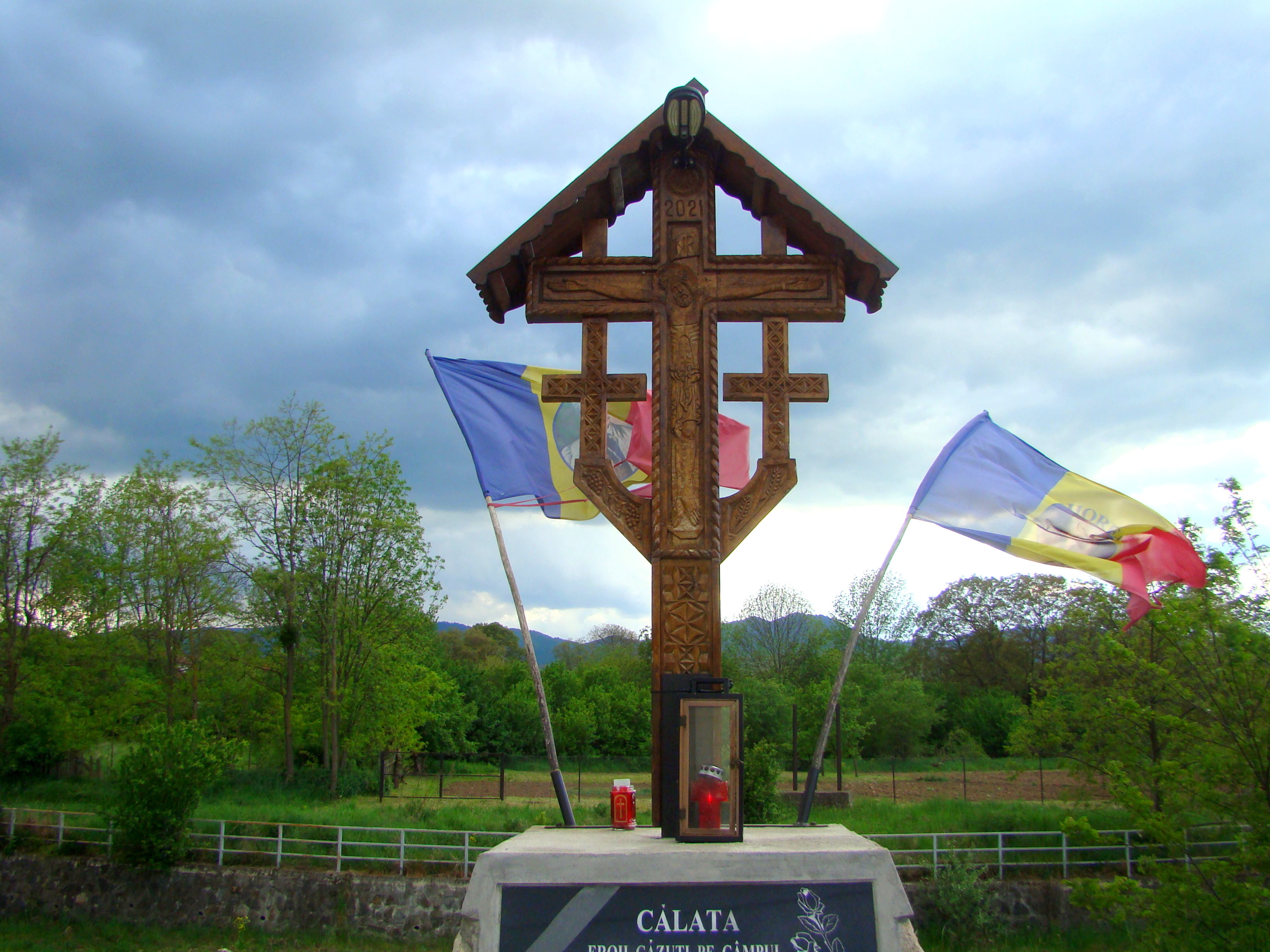
Monumentul eroilor din Călata
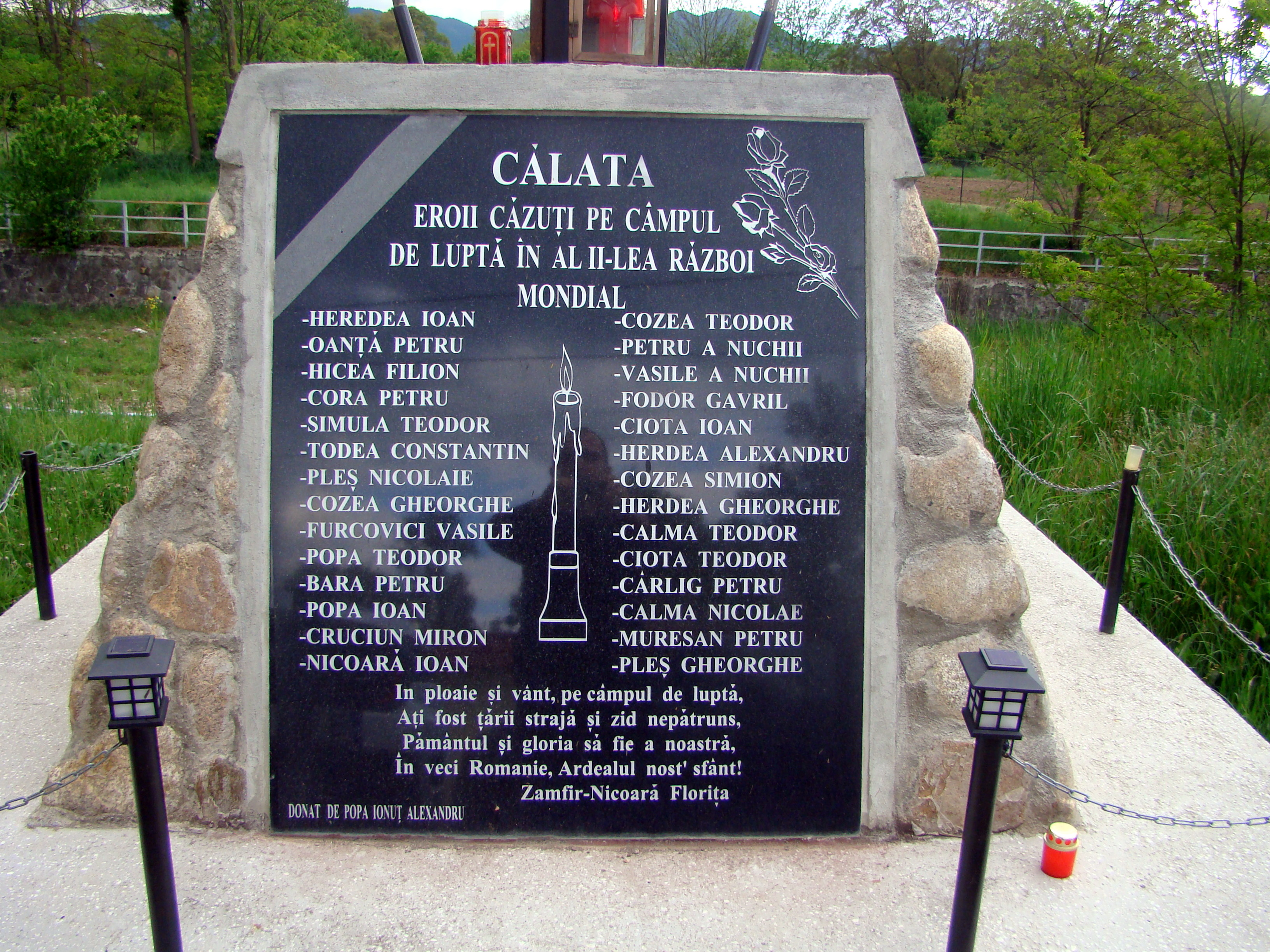
Monumentul eroilor din Călata
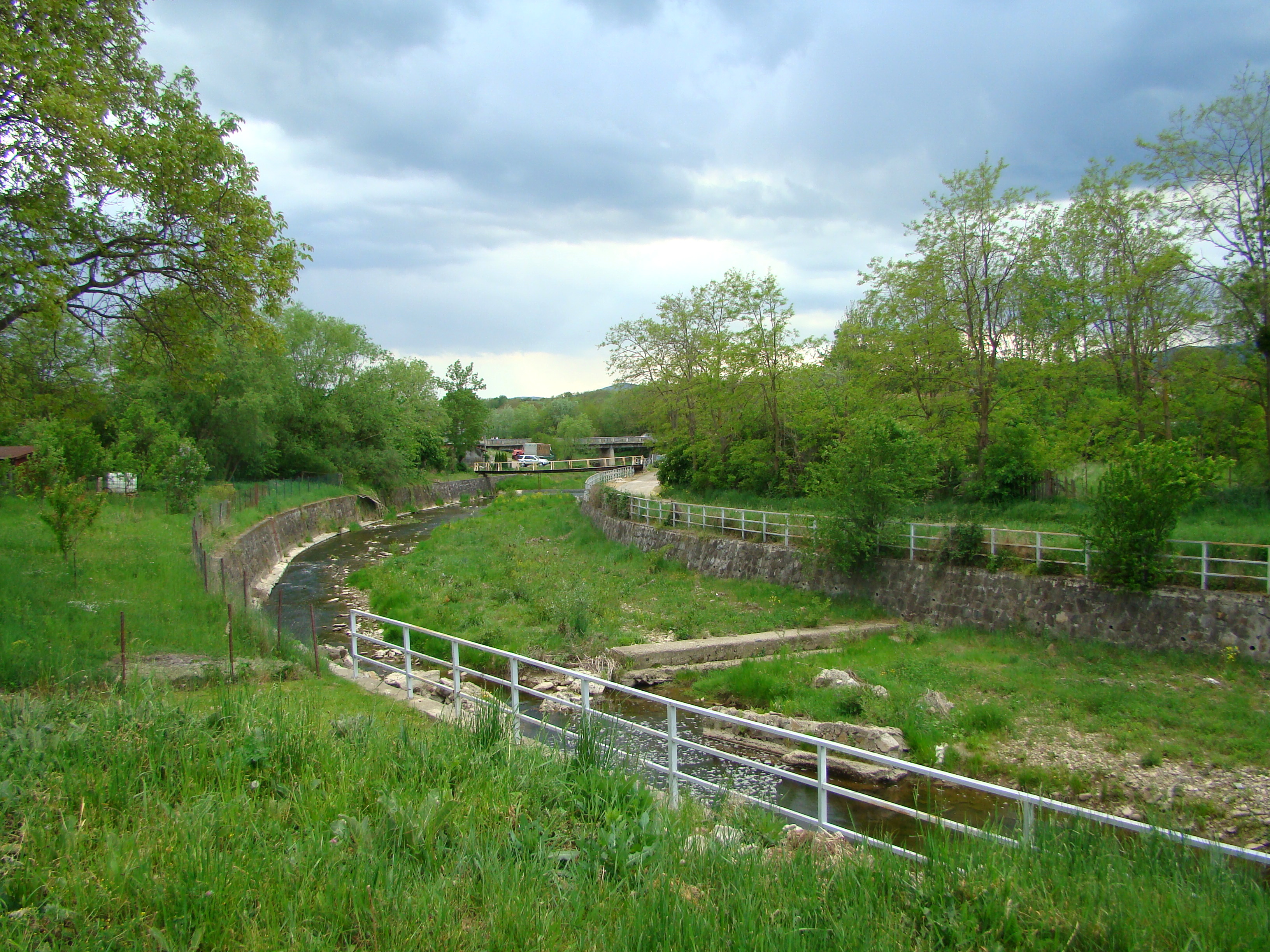
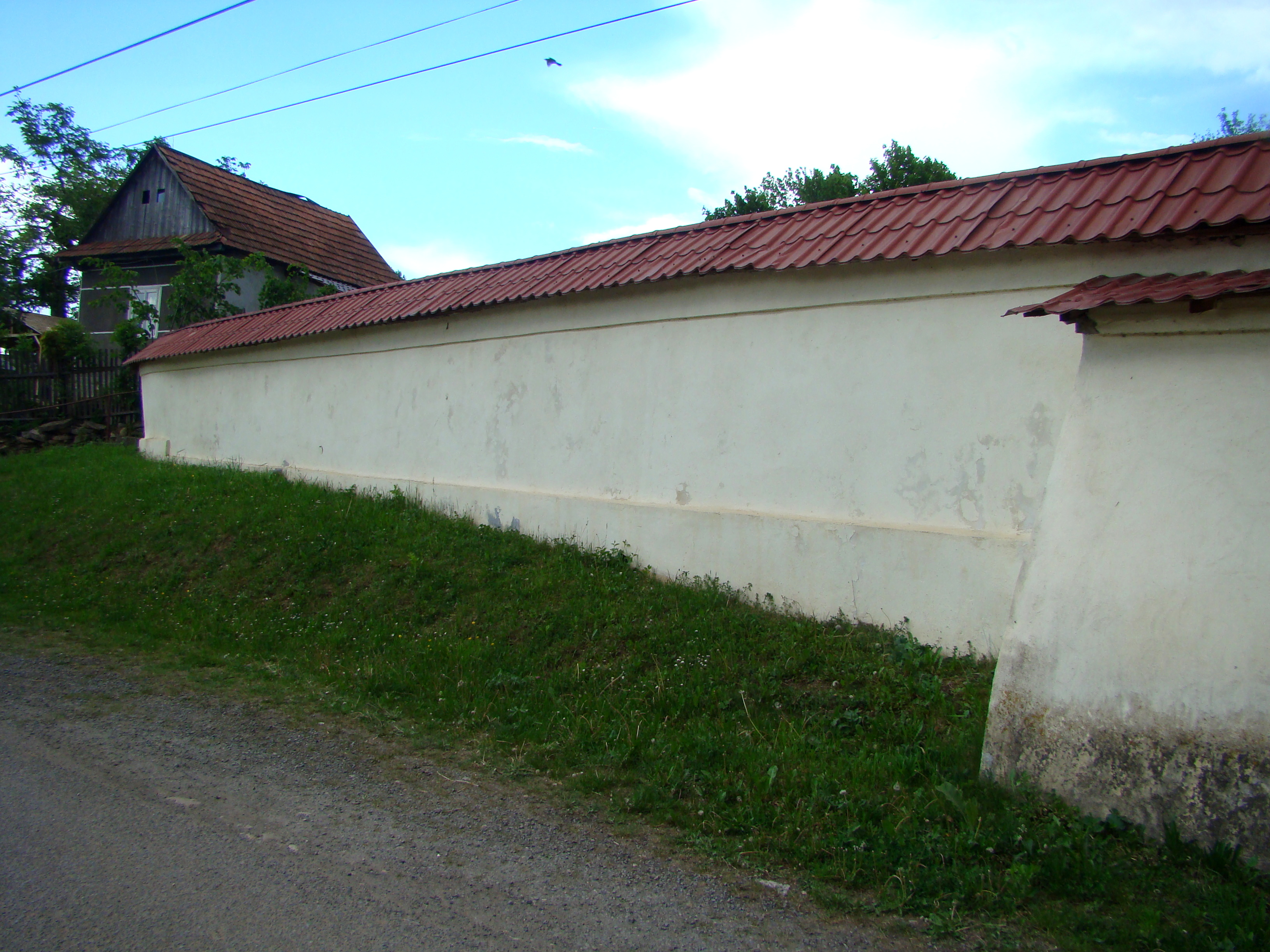
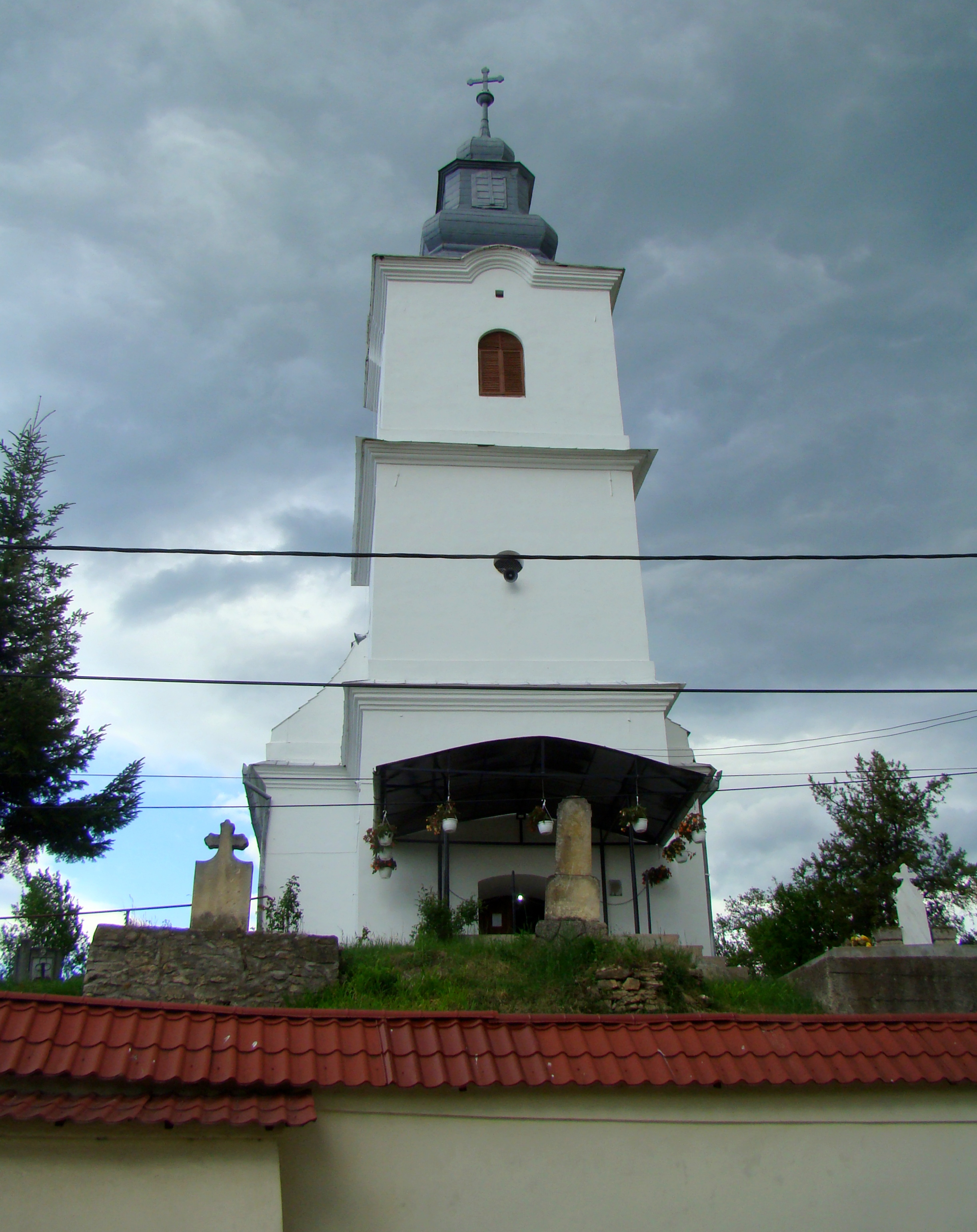
Biserica Sfânta Treime din Călata
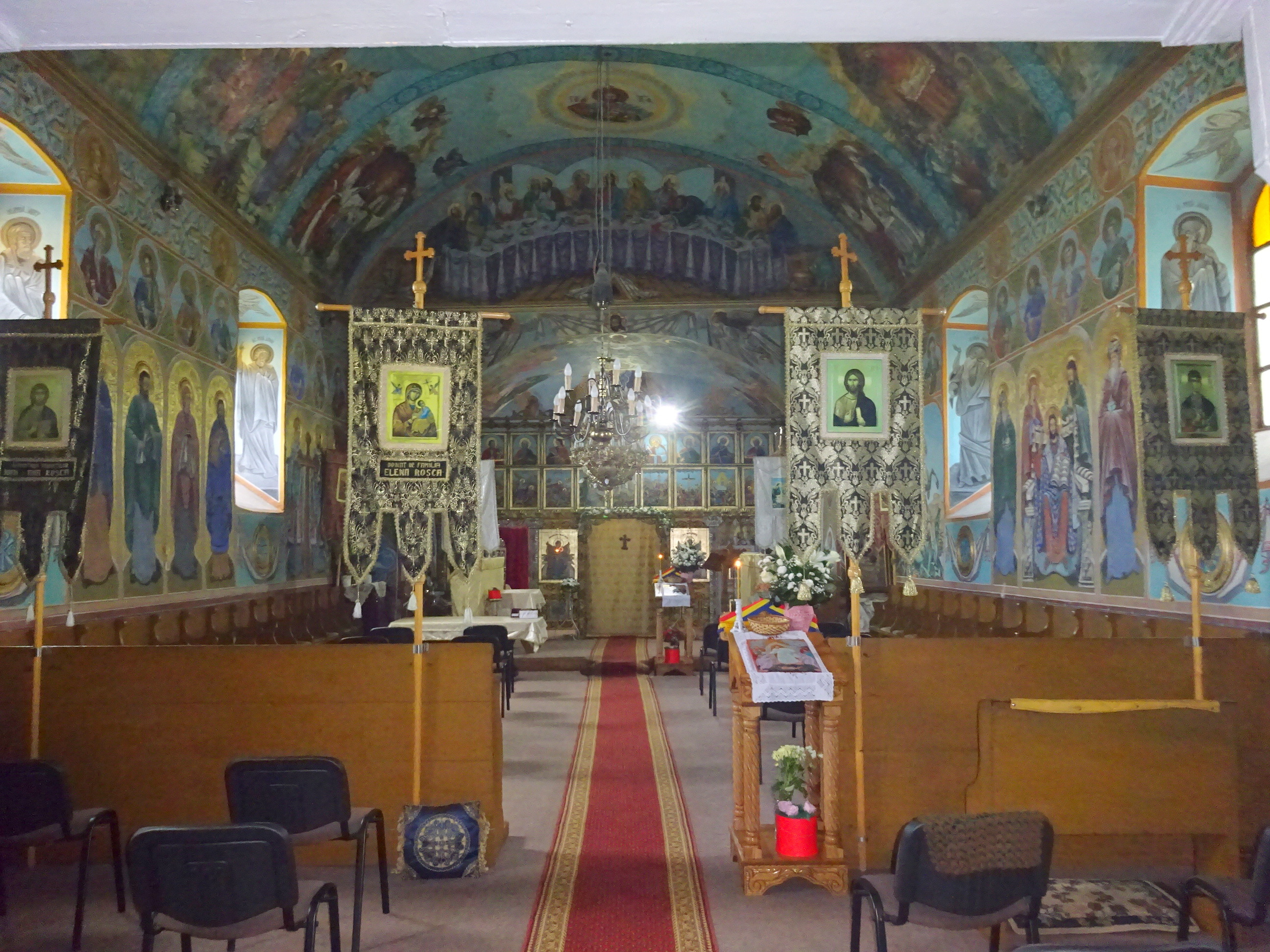
Nava spre iconostas
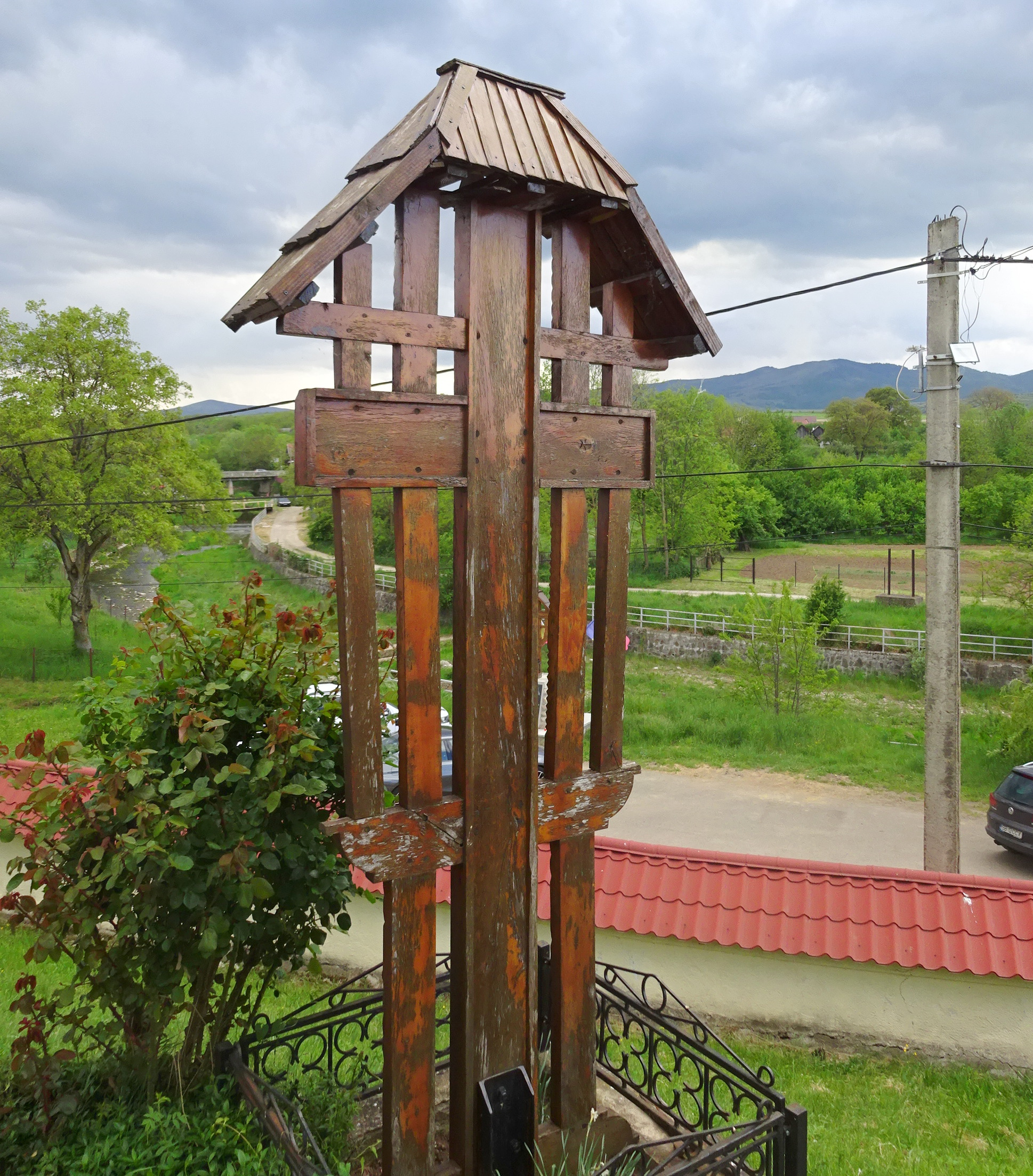
Troița
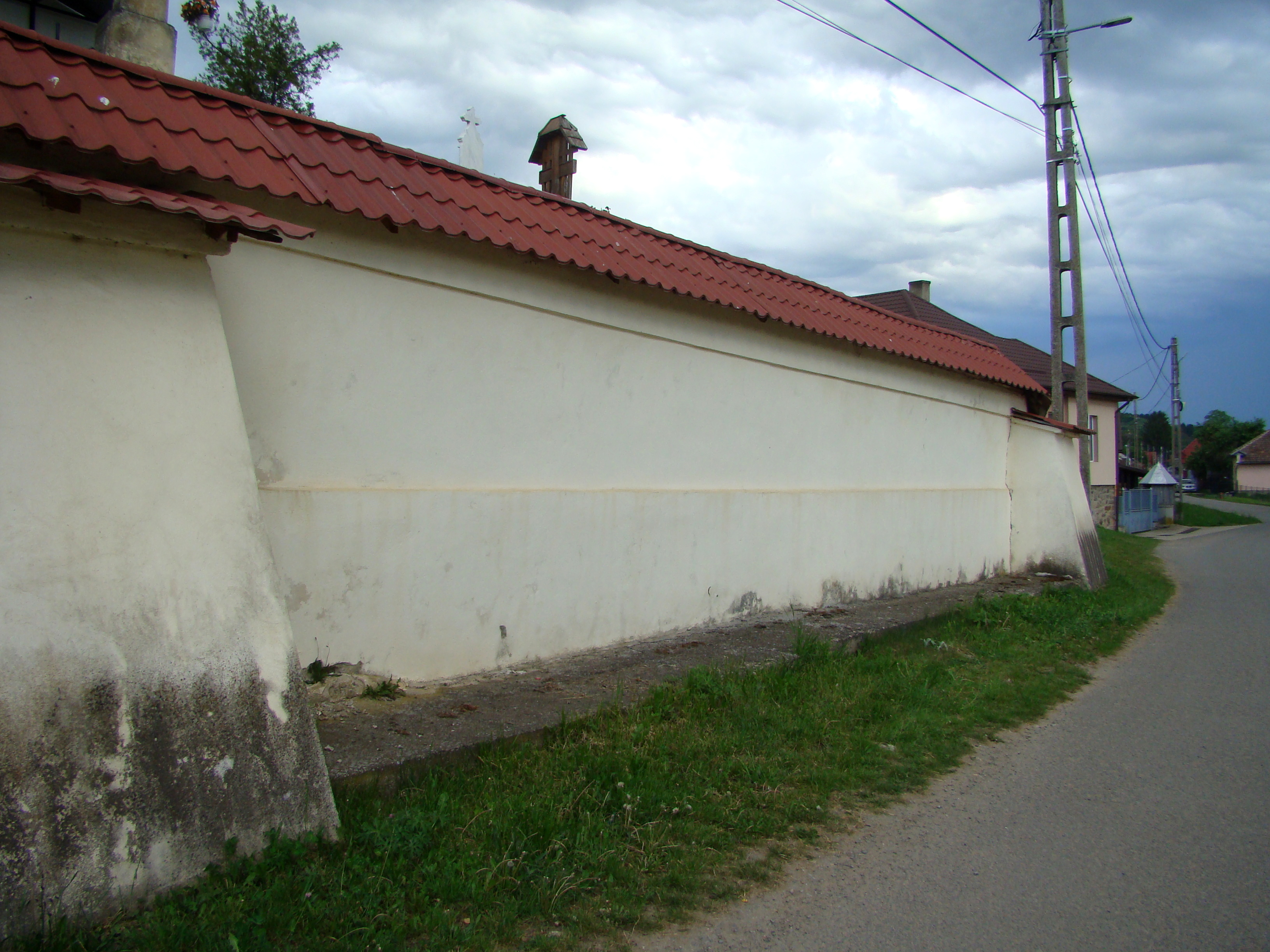